# Niederbayerische Freilichtmuseen Massing und Finsterau

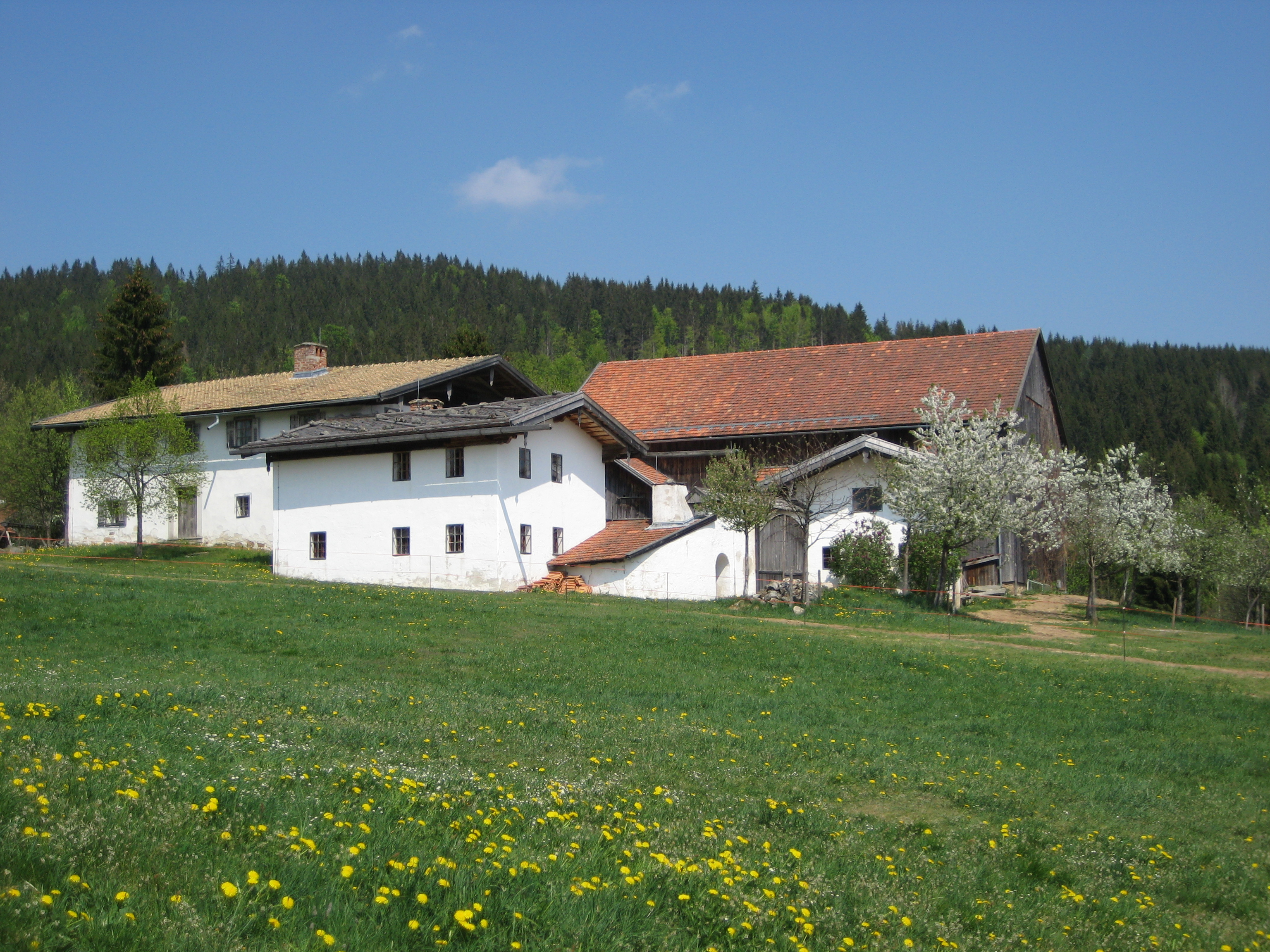
Der Petzi-Hof im Freilichtmuseum Finsterau

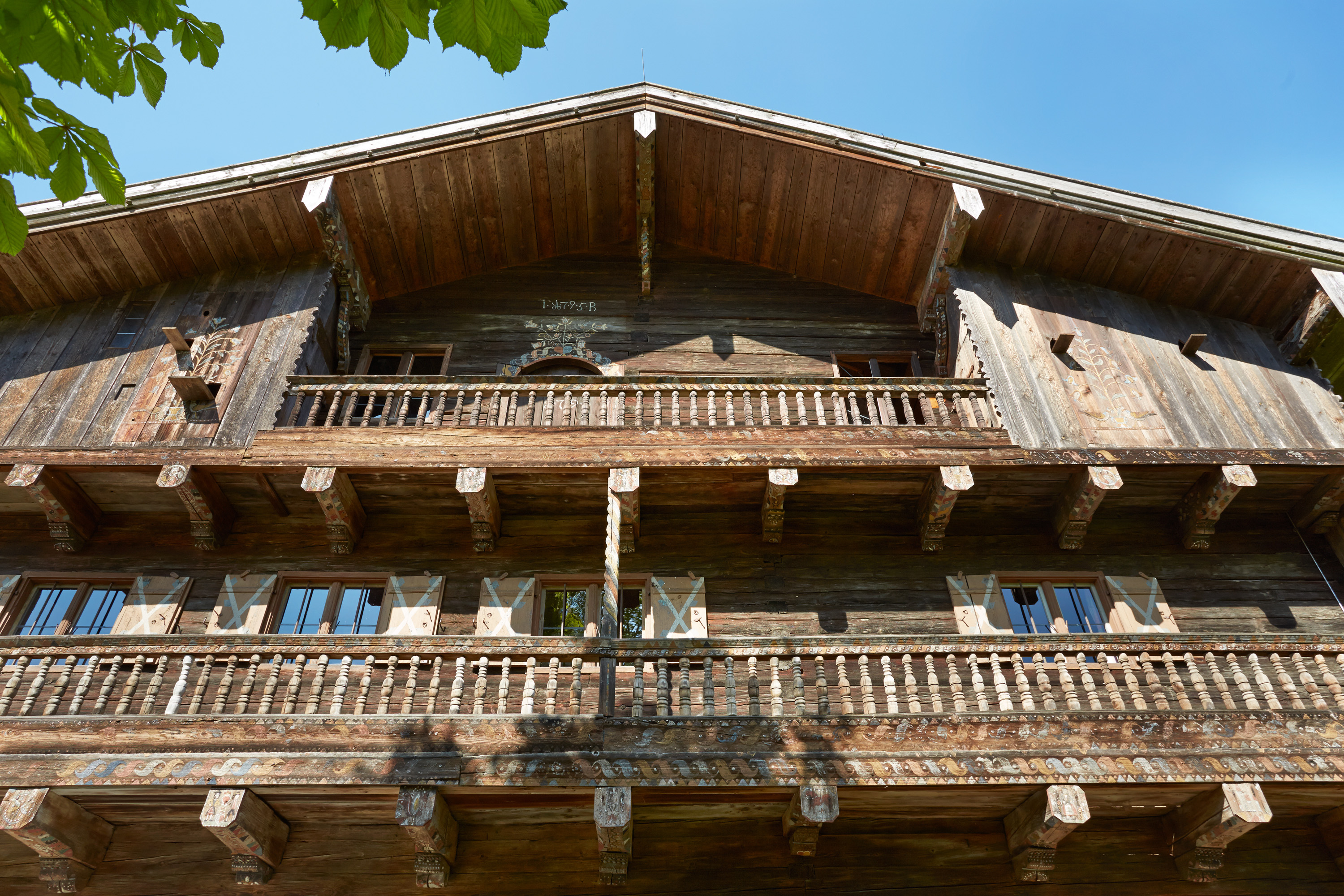
Der Heilmeierhof im Freilichtmuseum Massing

Die Niederbayerischen Freilichtmuseen Massing und Finsterau in Massing und Mauth erfüllen die Aufgabe, das frühere Leben, Wirtschaften und Bauen der bäuerlichen Bevölkerung Niederbayerns darzustellen. Träger ist ein kommunaler Zweckverband, dem der Bezirk Niederbayern, der Landkreis Rottal-Inn, der Landkreis Freyung-Grafenau sowie die Gemeinden Massing und Mauth angehören. Die Museen stehen unter wissenschaftlicher Leitung.

## Freilichtmuseum Finsterau

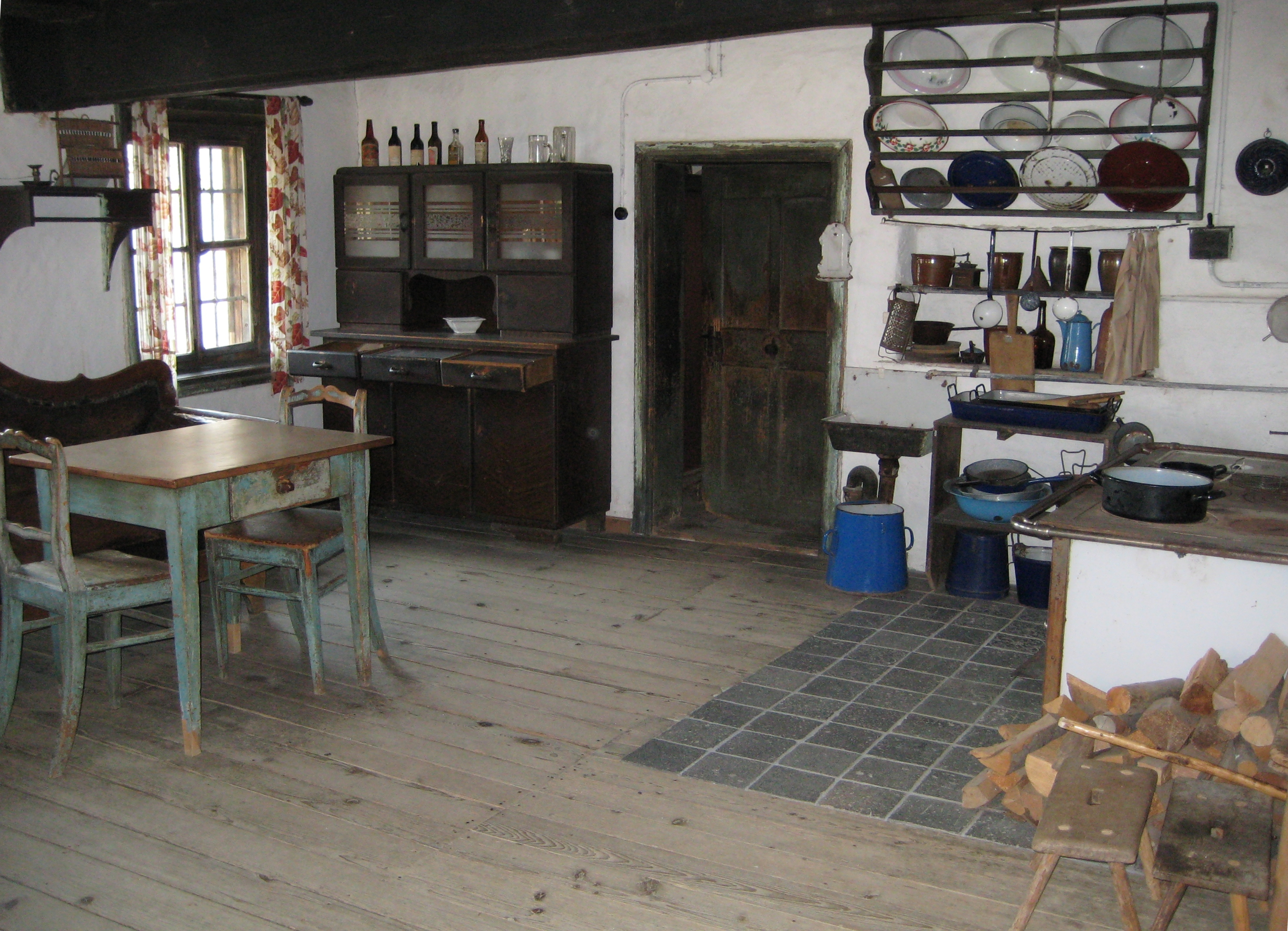
Wohnstube des Petzi-Hofs

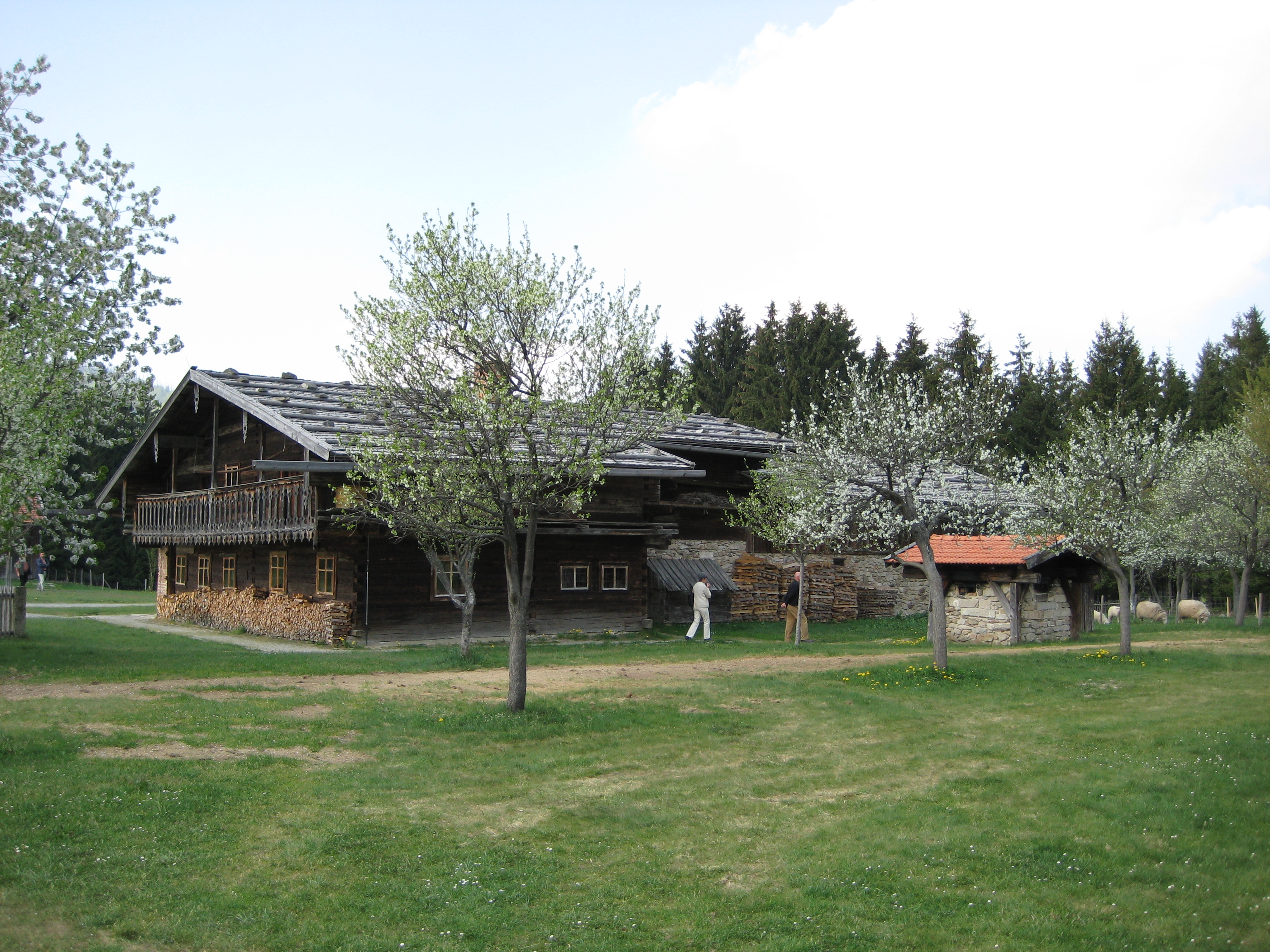
Der Kapplhof

Das Freilichtmuseum Finsterau liegt in der Gemeinde Mauth am Rande der Ortschaft Finsterau im Bayerischen Wald nahe der tschechischen Grenze. Es beherbergt Bauernhäuser, vollständige Höfe, eine Dorfschmiede und ein Straßenwirtshaus aus dem gesamten Bayerischen Wald. Der Alltag der Bauern und Tagwerker in dieser Region war mühsam. Im Freilichtmuseum Finsterau werden die alltäglichen Dinge, wie Werkzeuge oder das gewebte Tuch, in ihren ursprünglichen Zusammenhang gestellt. Auch werden Feste, Märkte und Sonderausstellungen veranstaltet, bei denen Handwerker ihr Handwerk präsentieren. In der „Ehrn“, dem alten Straßenwirtshaus aus Kirchaitnach, werden die Museumsbesucher bewirtet.

### Die Höfe
- Kapplhof: Mit dem Kapplhof wurde 1980 das Museum eröffnet. Haus und Hof wurden mehrmals umgebaut, repariert und erweitert. Bis zuletzt blieb das Bild des Waldlerhofs erhalten, wie er im 17. und 18. Jahrhundert in den kleinen Dörfern und Weilern des inneren Bayerischen Waldes entstanden war. Wohnhaus und Rinderstall sind unter einem flachen, mit Schindeln gedeckten Satteldach vereint, der sorgfältig gezimmerte Getreidekasten trägt ein ebensolches Dach und auch der Stallstadel ist ähnlich gebaut.

- Tanzer-Hof: Kaum hundert Jahre existierte der Tanzer-Hof. 31 Tagwerk Wald, Wiesen und Felder und eine unbebaute Hofstelle im Angerdorf Einberg wurden 1879 für Michael Tanzer aus dem großen Hof seines Bruders genommen. Aber es war zu wenig: Die bunte Fassade und der kunstvolle Dekor der Schlafkammer können nicht darüber hinwegtäuschen, dass die Gründe für einen Bauernhof nicht reichten.

- Sachl: Die Bewohner des Sachls aus Rumpenstadl sind nie aus den Sorgen herausgekommen. Die Äcker waren zu schlecht, die Wiesen zu klein und ein Wald war nicht vorhanden. Deshalb ist das alte Holzhaus so dürftig gebaut. Stall und Keller sind klein, Stube, Küche und Kammer sind eng, die Möbel sind alt und abgenutzt.

- Petzi-Hof: Nie zuvor wurde ein Bauernhof dieser Größe mit all seinen Gebäuden als Ganzes in ein Freilichtmuseum übertragen. Der Petzi-Hof aus Pötzerreut besteht aus einem großen Wohnspeicherhaus, Inhaus, Austragshaus und Backofen, Kuhstall, Ochsenstall und Stadel. Das Wohnhaus von 1704 ist das älteste, der Stadel von 1927 das jüngste Gebäude. Waldbesitz und große, fruchtbare Felder machten den Petzi-Hof zu einem wohlhabenden Anwesen. Dennoch ist die Ausstattung der Stuben und Kammern bescheiden. Mittelpunkt jeder Stube ist der gemauerte Herdofen.

- Schanzer-Häusl: Das seit Ende 2007 eröffnete Schanzer-Häusl aus Riedelsbach im Bayerischen Wald ist ein echtes Böhmerwaldhaus. Diesen Haustyp gab es sowohl im inneren Bayerischen wie im inneren Böhmischen Wald. Das Haus wurde zwischen 1826 und 1840 erbaut und war bis 1963 bewohnt. Charakteristikum für diesen Haustyp ist das weit herabgezogene Schopfwalmdach mit Schindeldeckung, das einen Wohnbereich in Blockbauweise und meist aus Natursteinen gemauerte Stallungen deckt. Wohnung, Viehstall und Stadel finden sich unter einem Dach vereint.

## Freilichtmuseum Massing

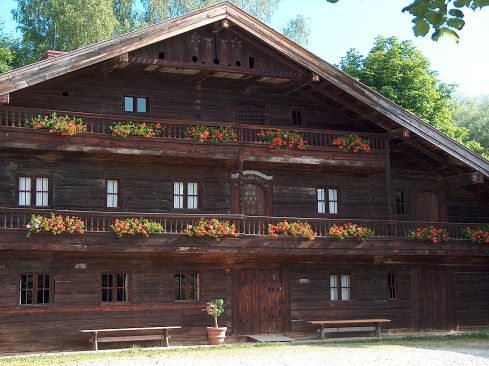
Schusteröderhof

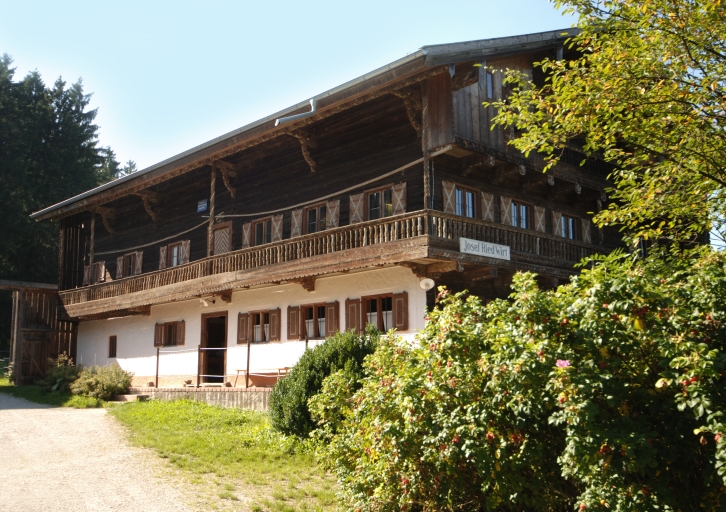
Heilmeierhof

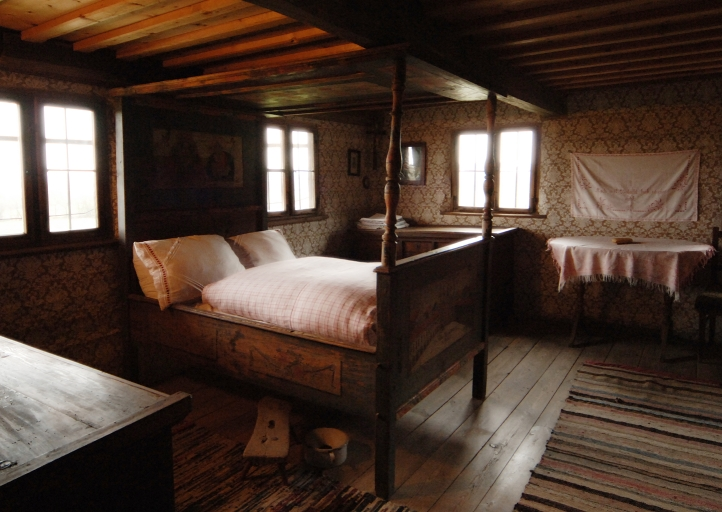
Austragskammer in der Marxensölde

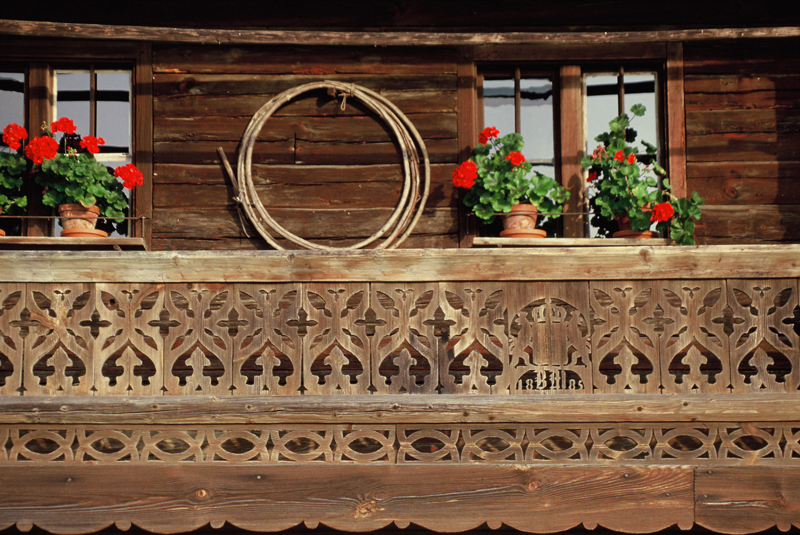
Schrot der Marxensölde aus dem Jahre 1885

Das Freilichtmuseum Massing wurde 1969 gegründet und war in Bayern eines der ersten Museen dieser Art. Zunächst wurde nur das Schönste aus dem bäuerlichen Rottal gezeigt, wozu Holzhäuser, bemalte Schränke und Truhen, Kröninger Keramik, Gesticktes und Gedrechseltes gehörten. Inzwischen werden mehr Alltagsgegenstände präsentiert. Mit der Marxensölde kam die Welt der Kleinbauern, mit dem Kochhof die Faszination der Technik: Windbrunnen, Traktoren, gewölbte Ställe, emaillierte Töpfe, Schüsseln und Eimer. Auch Obstgärten, Feldraine, Hecken und Alleen entstanden. Lenzmarkt, Sonnwend- und Arntbierfest und der Museumskirta sind Höhepunkte des Museumsjahrs.

### Die Höfe
Zwischen Rott und Inn lag die Heimat des Kochhofs, der Heilmeierhof stammt aus einem Dorf am Rand des breiten Isartals, der Lehnerhof stand inmitten der Hopfengärten der Hallertau und das Wohnhaus des Schusteröderhofs hatte seinen ursprünglichen Platz unweit von Massing.
- Schusteröderhof: Der Schusteröderhof, mit dem das Museum in Massing begonnen wurde, bleibt so erhalten, wie er 1969 geschaffen wurde. Zu seiner Ausstattung gehören Dingen des bäuerlichen Wohnens im Rottal, wie sein doppelter Schrot mit den gedrechselten Balustern und das Arma-Christi-Kreuz am Stadel.

- Kochhof: Mittelpunkt des Museums ist der Kochhof. Pfauen, Hühner, Schweine, Katzen, ein Schwarm Haustauben und oft auch Rinder haben dort ihr „Zuhause“. Jedes Ding ist in diesem Hof an seinem Platz, wie es um 1930 war. Das ganze aus Holz gezimmerte Wohnhaus mit seinen zwei Schroten ist ein typisches „Rottaler Bauernhaus“. Der zweitennige Bundwerkstadl mit der aufgemalten Jahreszahl 1836 zeugt von der Wohlhabenheit des Kochhof-Bauers. Das Freilinger Häusl und das Taubenhaus aus Müllersberg gehören zum Ensemble des Kochhofs[1].

- Freilinger Häusl: Das Freilinger Häusl wird als „nacktes“ Baudenkmal präsentiert. Sein Schicksal war, dass es die meiste Zeit leer stand oder als Schuppen genutzt wurde. Deshalb ist dieses Bauernhaus, das zu den ältesten in Niederbayern zählt, erhalten geblieben. Holzblockbau, Schrot (Balkon) und Legschindeldach haben jahrhundertelang das äußere Bild der niederbayerischen Bauernhäuser geprägt.

- Marxensölde: 1887 ist das Wohnstallhaus der Marxensölde in den Schrotbrettern datiert. Alles, was zu einem Kleinbauernhof gehört, ist hier unter einem Dach versammelt.
- Lehnerhof: Aus der Hallertau stammt der Lehnerhof. Mit Hopfenbau, Schweinemast und Milchviehhaltung hatten die Besitzer ihr Auskommen.

- Görgenmannsölde: Ein Hafnerhof aus der niederbayerischen Keramikregion Kröning bei Landshut. Das Anwesen wurde 2002 bis 2004 vom Museum dokumentiert, 2019 wurde die Translozierung begonnen.

- Der Heimeierhof, in den Gründungsjahren des Museums aus Gebäuden verschiedener Herkunft zusammengesetzt, ist nun als Wirtsanwesen mit Landwirtschaft gestaltet. Eine ländliche Kramerei wurde eingegliedert. Die Gesamtanlage wurde 2019 zum 50-jährigen Jubiläum des Museums neu gestaltet. Der gesamt Hof dient als museumspädagogisches Zentrum.[2]

## Auszeichnung

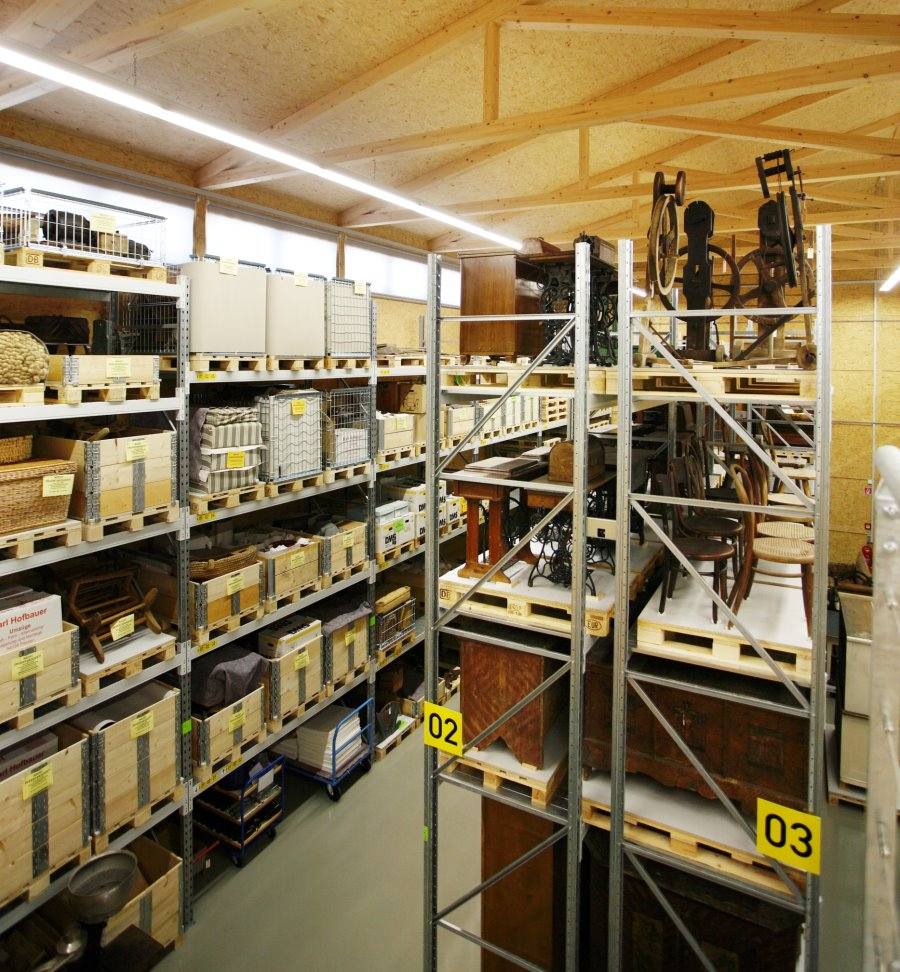
Depot des Freilichtmuseums Massing

Das Freilichtmuseum Massing erhielt 2007 den Sonderpreis des Bayerischen Museumspreises für die Konzeption und Neueinrichtung des Depots der Sammlung und dessen beispielhaften Betrieb.

## Träger und Leitung
Die beiden Museen trugen ursprünglich die Namen Freilichtmuseum Bayerischer Wald in Finsterau und Niederbayerisches Bauernhofmuseum Massing im Rottal. Museumleiter Martin Ortmeier führte 1984 die Namen Freilichtmuseum Finsterau und Freilichtmuseum Massing ein und richtete beide Museen an den Forderungen aus, die das ICOM International Council of Museums an Freilicht- und Freilandmuseen stellt.
1981 bis 1983 leitete der Kunsthistoriker Georg Baumgartner († 2002) die Freilichtmuseen Finsterau und Massing. Zuvor war er bereits befristet als wissenschaftlicher Mitarbeiter tätig gewesen. Er hat in Finsterau den Kapplhof, in Massing den Kochhof ganzheitlich und in Abkehr von der Freilichtmuseumstradition in jüngeren Zeithorizonten ausgestattet. Am 6. Februar 1984 folge ihm der Kunsthistoriker und Germanist Martin Ortmeier, der auch über eine kaufmännische Ausbildung verfügte. Er beendete seinen Dienst zum 31. Dezember 2019. Volker Herrmann (geb. 1967) leitete die Museen von Juni bis November 2020, Timm Miersch von Oktober 2021 bis Juli 2025.
Den Trägerzweckverband leitet satzungsgemäß der amtierende Bezirkstagspräsident. Mit Sebastian Schenk (1929–1998) hatte er 1979 bis 1998 einen wirtschaftlich versierten Vorsitzenden. Unter dem Vorsitz von Manfred Hölzlein konnte der Museumsleiter 1998 bis 2014 den Ausbau der Museen, den Aufbau des Personals, die Einrichtung eines Volontariats und die Etablierung der Museumspädagogik voranbringen.
Die Schaffung einer wissenschaftlichen Stellvertretung des Museumsleiters und die Einrichtung einer fachlichen Verwaltungsleitung in den Museen nach dem Beispiel der öffentlichen Freilichtmuseen in Bayern scheiterte 2018 bzw. 2019 am Träger.

## Geschichte
Bis 2019 haben die Freilichtmuseen Finsterau und Massing zur Entwicklung der bayerischen Freilichtmuseen methodisch beigetragen: Das komplexe Ensemble Petzi-Hof, 1984 bis 1988 ins Freilichtmuseum Finsterau übertragen, war beispielgebend in der Translozierung von Naturstein-Massivbauen. In Massing war die didaktische Erschließung des Lehnerhofs aus der Hallertau (1991–1995) innovativ, die didaktische Erschließung der Seilerei (2010) berücksichtigt verstärkt Menschen mit besonderen Bedürfnissen, insbesondere nichtlesenden.
In der bauphysikalischen Prävention gegen Witterungsschäden setzten das Salettl in Finsterau (2011) und die Seilerei in Massing (2010) Maßstäbe.
Mit dem 1988 bis 1990 realisierten klimatisierten Großraumdepot in Finsterau, das für eine variable Lagerung auf Europaletten eingerichtet ist, wurde in den heimatkundlichen Museen Bayerns Neuland erschlossen, das Depot des Freilichtmuseum Massing baute 2000 bis 2001 auf den dort gewonnenen Erfahrungen auf.
Die beiden Museen haben acht Leitfäden zur Inventarisierung volkskundlicher Sachzeugnisse (Schmiede- und Schlosserwerkzeug, Gerät und Werkzeug der Seilerei, der Hopfen- und der Forstwirtschaft, einfache Korbwaren u. a.) herausgegeben.
An der ARGE Ausstellung Süddeutscher Freilichtmuseen hat das Freilichtmuseum Finsterau 1995 bis 2019 mitgewirkt.
Das Museum hat auch große Sonderausstellungen (teils mit wissenschaftlichem Katalog) veranstaltet, unter anderem 1991 „Bauernhäuser in Südböhmen/Jihočeská lidová architektura“ und 2015 „Tiere/Zvířata – Heinz Theuerjahr“ und „Vincenc Vingler a Heinz Theuerjahr“.
Das Freilichtmuseum Massing hat 1995 mit „Per Handschlag. Die Kunst der Ziegler“ und 2007 mit „Das ganze Schwein“ bedeutende Ausstellungen beigetragen.